# Vagnsmossen
Vagnsmossen este o arie protejată (arie specială de conservare — SAC, sit de importanță comunitară — SCI) din Suedia întinsă pe o suprafață de 129,9 ha, integral pe uscat.

## Localizare
Centrul sitului Vagnsmossen este situat la coordonatele 58°31′20″N 16°14′31″E / 58.5221°N 16.2419°E.

## Înființare
Situl Vagnsmossen a fost declarat sit de importanță comunitară în ianuarie 2002 pentru a proteja un număr necunoscut de specii din flora spontană și fauna sălbatică aflate în arealul zonei. Situl a fost protejat și ca arie specială de conservare în martie 2011.

## Biodiversitate
Situată în ecoregiunea boreală, aria protejată conține 2 habitate naturale: Mlaștini împădurite, Turbării active.
La baza desemnării sitului se află un număr nedeclarat de specii protejate.